# Panteón Nacional de los Heróes
Il Panteón Nacional de los Heróes e Oratorio della Vergine dell'Assunzione è un edificio di culto cattolico di Asunción, capitale del Paraguay. Costruito nella seconda metà del XIX secolo ed ultimato solamente nel 1936, ospita al suo interno i resti di alcuni dei personaggi più importanti della storia del paese sudamericano.
Nel 2009 è stato proclamato tesoro del Patrimonio Culturale Materiale di Asunción. Nell'ottobre 2018 è stato collocata davanti all'edificio una targa che marca il chilometro zero per tutte le strade nazionali del Paese.

## Storia e descrizione
Fu commissionato dal presidente paraguaiano Francisco Solano López all'architetto italiano Alessandro Ravizza come Oratorio della Vergine dell'Assunzione su modello del Hôtel des Invalides di Parigi. Lo scoppio della guerra della triplice alleanza, la sconfitta di Solano López e la successiva occupazione di Asunción da parte delle truppe brasiliane ed argentine fecero arrestare i lavori di costruzione del tempio. Oltre settant'anni dopo la posa della prima pietra, al termine della guerra del Chaco, fu decretata l'ultimazione dell'edificio trasformato per decreto presidenziale in Pantheon Nazionale degli Eroi. Al suo interno furono così trasferiti i resti di alcune delle figure più importanti della storia del Paraguay come: Carlos Antonio López, Francisco Solano López, José Félix Estigarribia e della sua consorte. Riposano all'interno del tempio anche le spoglie di due Militi Ignoti e dei Bambini Martiri della battaglia di Acosta Ñu.